# Историјска вртешка
Историјска вртешка је историјско-политички квиз који се од 15. фебруара 2021. емитује на Телевизији Вести (бивши Пинк 3 инфо), сваког дана у 18:10. Састоји се од пет игара. Водитељка квиза је Душица Спасић.

## Игре
- 1 од 3 — Бира се тачан од понуђена три одговора (A, B, C), питања се постављају наизменично (укупно три питања једном и три другом такмичару). За тачан одговор на своје питање добија се два поена, а за противниково један поен.

- Сети се! — Иста правила као и у првој игри, али су питања везана само за године или датуме неких историјских догађаја.

- Мозаик — Иза мозаика од девет поља (A, B, C, D, E, F, G, H, I) открива се део слике и по једна асоцијација везана за скривену личност. Што је мањи број отворених поља то се добија више поена за коначно решење.

- Знам и брзо — Циљ игре је притискањем тастера бити бржи од противника и дати тачан одговор на постављена питања.

- Фотопедија — Такмичари имају задатак да одговоре која се личност, догађај, споменик, историјско место и сл. налазе на фотографијама. Свака погођена фотографија доноси пет поена.

У свим играма важи правило да уколико један од такмичара не зна одговор шансу добија његов противник.
Уколико дође до изједначеног резултата у поенима, исти такмичарски пар се састаје још једанпут.